# Lardier-et-Valença
Lardier-et-Valença – miejscowość i gmina we Francji, w regionie Prowansja-Alpy-Lazurowe Wybrzeże, w departamencie Alpy Wysokie.

## Demografia
Według danych na rok 1990 gminę zamieszkiwało 176 osób, a gęstość zaludnienia wynosiła 12 osób/km². W styczniu 2015 r. Lardier-et-Valença zamieszkiwało 318 osób, przy gęstości zaludnienia wynoszącej 21,4 osób/km².